# Hey, Man!
Hey, Man! – singel kanadyjskiej piosenkarki Nelly Furtado, pochodzący z jej pierwszego studyjnego albumu Whoa, Nelly!. Wydano go (wyłącznie w Niemczech) 16 lipca 2002 za pośrednictwem DreamWorks Records. Producentem jest Gerard Eaton i Brian West.

## Lista utworów

### UK Single CD
1. "Hey, Man!" – 4:10
2. "Hey, Man!" (Live) – 5:16
3. "Baby Girl" (Live) – 4:36
4. "...On the Radio (Remember the Days)" (Dan the Automator Remix) – 4:20

### EU Single CD
1. "Hey, Man!" – 4:10
2. "Hey, Man!" (Live) – 5:16

### Maxi Single CD
1. "Hey, Man!" – 4:10
2. "Turn Off the Light" (Sunshine Reggae Mix) – 3:57
3. "Turn Off the Light" (Remix) (feat. Timbaland & Ms. Jade) – 4:40

### Remiksy
- "Hey, Man!" (J. Douglass Mix) – 4:26
- "Hey, Man!" (Single Version) – 4:06
- "Hey, Man!" (Album Version) – 4:10
- "Hey, Man!" (Acoustic Version) – 4:01
- "Hey, Man!" (Clean Version) – 3:51
- "Hey, Man!" (Live Version) – 5:16